# Bělá u Jedlé
Bělá (deutsch Biela) ist eine Gemeinde im Okres Havlíčkův Brod. Der Ortsname entwickelte sich aus Byela in der Bedeutung der Farbe Weiß, möglicherweise wegen der hellen Farbe des Baches im Ort.
Der Ortsteil Tasice (Tassitz) liegt etwa 1,5 km nordöstlich von Bělá und wird von etwa 50 Personen bewohnt.

## Geschichte

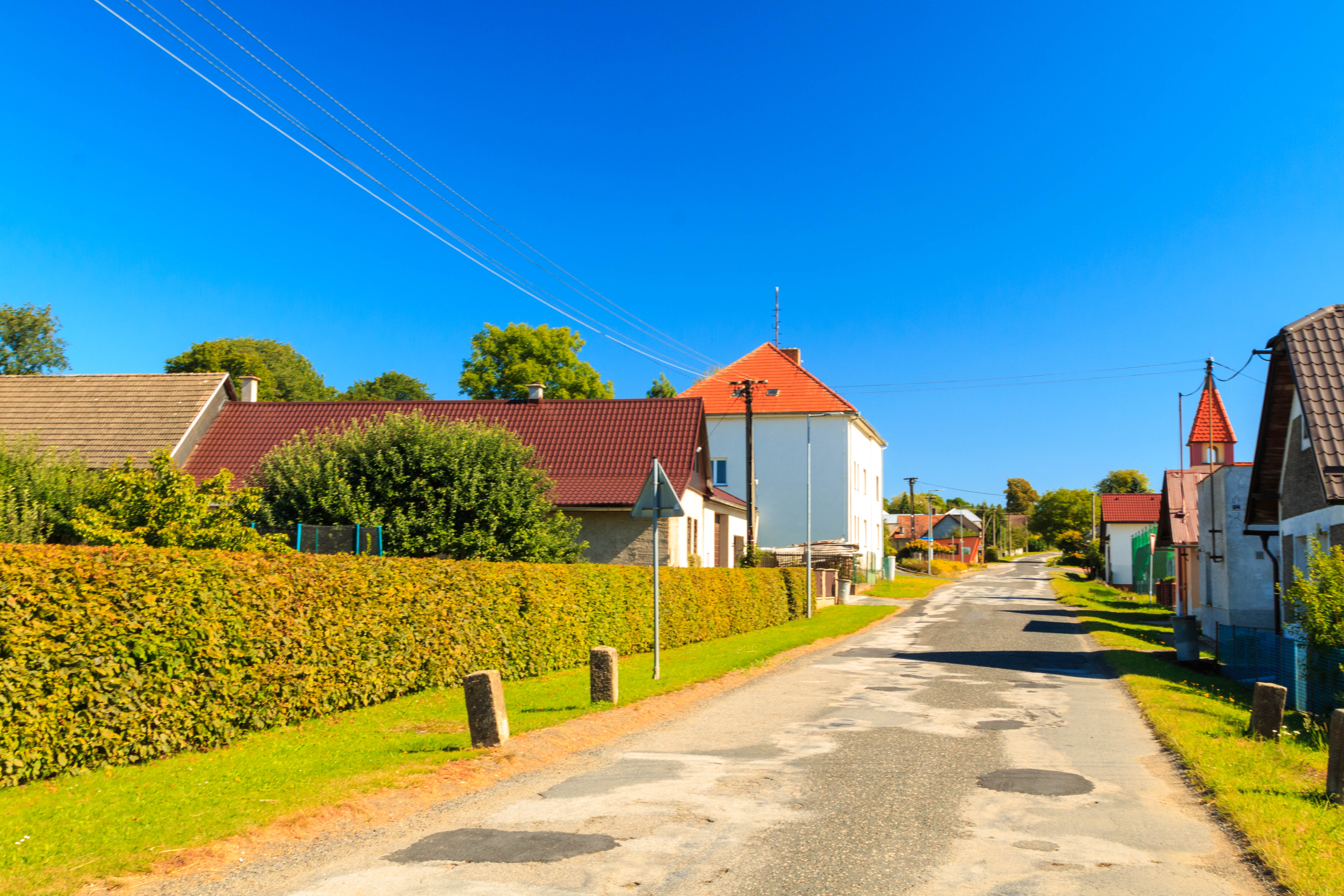
Bělá

Bělá wurde im Jahr 1257 erstmals schriftlich bezeugt, Tasice erst 1843.
Eine Burg in Bělá wurde erstmals 1455 schriftlich erwähnt, die Herren von Bela fanden ihre erste Nennung im Jahr 1316. August Sedláček beschreibt noch Mauern, Gräben und einen rechteckigen Turm der Burg. 1881 wurden diese abgerissen und verfüllt. Lediglich im Haus Nr. 10 finden sich noch Reste von Mauern mit Schießscharten und ein Keller.
Der Ort wurde 1992 von Jedlá (Jedlau) abgetrennt und zur eigenständigen Gemeinde erhoben.

## Gemeindegliederung
Bělá besteht aus den Ortsteilen Bělá und Tasice. Das Gemeindegebiet umfasst den Katastralbezirk Bělá u Jedlé.

## Sehenswürdigkeiten
Die Jakobshütte in Tasice (tschechisch Huť Jakub v Tasicích) ist eine Glashütte, in der von 1796 bis 1996 produziert wurde und die nun als Museum geführt wird. Sie ist als Nationales Kulturdenkmal ausgewiesen.